# Taiz (muhafaza)
Taiz (arap. تعز) je jedna od 20 jemenskih muhafaza. Ova pokrajina nalazi se na jugu zemlje uz obale Crvenog mora.
Taiz ima površinu od 10.100 km² i 2,402.569 stanovnika, a gustoća naseljenosti iznosi 237,9 st./km².